# Constanze Schwedeler

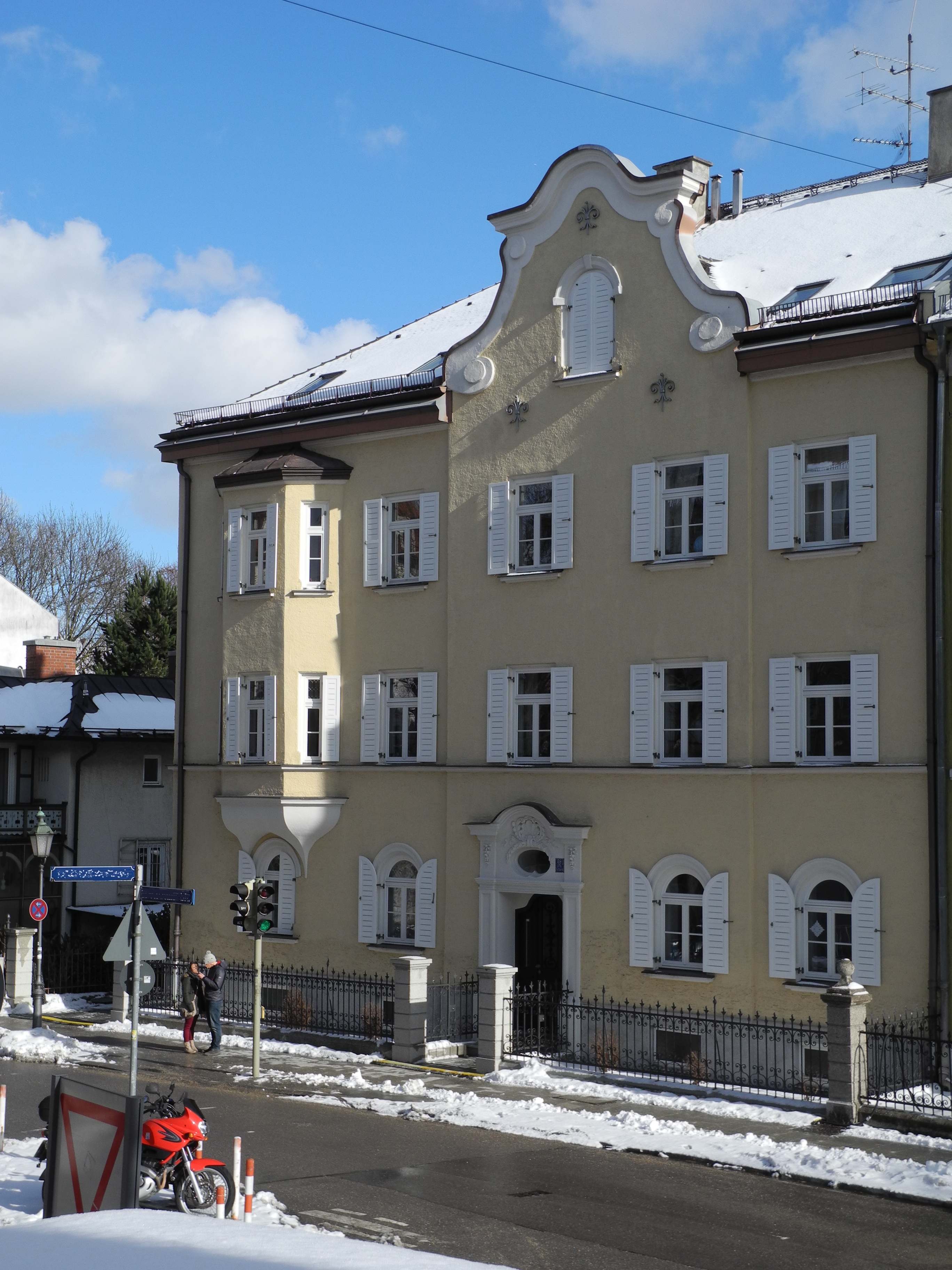
Das Wohnhaus um 1949–1962 von Constanze Schwedeler in München-Schwabing

Rachel Constanze Schwedeler (auch Constance und Konstanze) (* 29. Mai 1876 in Hamburg-Othmarschen; † 3. Februar 1962 in München) war eine deutsche Malerin und Grafikerin des Impressionismus, Expressionismus und der abstrakten Malerei.

## Leben
Constanze Schwedeler wurde in Hamburg-Othmarschen als Tochter des Kaufmanns Eduard Schwedeler und der Octavia Margaretha Constanze Schwedeler, geb. Otten geboren. Sie war somit die Enkelin des Komponisten und Dirigenten und damaligen Vorsitzenden des Hamburger Musikvereins Georg Dietrich Otten.
Nach ihrer Schulzeit wurde sie zunächst als Geigerin ausgebildet, studierte aber noch vor dem Ersten Weltkrieg in Paris Malerei. Die sich dort vollziehende fruchtbare und immer noch fortwirkende Auseinandersetzung von Impressionismus und Expressionismus war ihr entscheidendes künstlerisches Erlebnis und Frankreich ist ihre künstlerische Wahlheimat geblieben. An ersten Ausstellungen nahm sie mit impressionistischen Landschaftsbildern im Salon d’Automne, im Salon des Indépendants und auf dem Champ de Mars teil. In diese erste Pariser Zeit fielen auch Sommeraufenthalte in der Bretagne und der Normandie. Nach Ausbruch des Ersten Weltkrieges musste sie Paris verlassen und ging nach München.
1923 befreundete sich Constanze Schwedeler mit Gabriele Münter und verbrachte mit ihr im Mai und Juni sechs Wochen in Münters Haus in Murnau und in Elmau. Sie bestärkte Münter darin, wieder vermehrt an Landschaftsstudien vor der Natur zu arbeiten. Zu dieser Zeit dürften ihre beiden Bilder Frühjahrslandschaft und Frühling im Gebirge entstanden sein, die im selben Jahr auf der IX. Ausstellung der Münchener Neue-Secession gezeigt wurden.  Im April 1924 wohnte Münter bei ihr in München und im Mai waren sie wieder zusammen in Murnau. In dieser Zeit entstand Münters Bild Murnau im Mai. Im November 1924 und im Mai 1925 wohnte sie nochmals bei Schwedeler in München. Vermutlich in der ersten Pariser Zeit oder nach 1915 in München war sie auch in Kontakt mit dem Maler und Lehrer Hans Hofmann, der sie „zuerst mit den Problemen der modernen Malerei bekannt machte“.
Im Jahr 1926 kehrte C. S. zurück nach Paris und wurde von André Lhote, einem Maler, Bildhauer, Kunstkritiker und Theoretiker, der dort eine eigene Akademie betrieb, stark beeinflusst. In dieser Zeit entstanden Aktkompositionen und Blumenstücke. Der Kunsthändler und Galerist Wilhelm Uhde, der zu der Zeit auch in Paris lebte, zählte zu ihren Förderern. Auch traf sie dort Gabriele Münter wieder, die 1929/30 ebenfalls in Paris verbrachte und zeitweise wieder bei ihr wohnte. In diese zweite Pariser Zeit fielen Aufenthalte in Toulon, Antibes und Nizza. Constanze Schwedeler war möglicherweise zeitweilig in München, denn im Winter 1934/35 soll die sich in Geldnöten befindende Münter dort erneut bei ihr gewohnt und „das Badezimmer“ bezogen haben. Im Jahr 1939 kehrte C. S. endgültig nach München zurück.
Nach dem Zweiten Weltkrieg konnte C. S. zu ihrem Bedauern nicht nach Frankreich zurückkehren und wandte sich mehr der abstrakten Malerei zu. 1958, im Alter von 82 Jahren, war sie Gründungsmitglied des Künstlerbundes „Die Unabhängigen“ in München zusammen mit Heinrich Baudisch, Gerhard Baumgärtl, Rolf Cavael, Ludwig Dörfler, Christof Drexel, Johannes Dumanski, Friedrich August Gross, Manfred Henninger, Hans Jürgen Kallmann, Hugo Kiessling, Ernst Kropp, Heribert Losert, Alfred Luyken, Ernst Oberle, Alexander Rath, Walther Raum, Hannes Rosenow, Ludwig Scharl, Emil Scheibe, Anton Stankowski und Rudolf Weissauer.
Am 3. Februar 1962 starb Constanze Schwedeler in München. Die Urne mit ihrer Asche wurde auf den Friedhof Hamburg-Nienstedten überführt und in der Grabstätte der Familie von Freyhold beigesetzt. Die Grabstätte wurde im Jahr 2001 aufgelöst.

## Ausstellungen
Diese Liste der Ausstellungen ist möglicherweise unvollständig:
- 1907: Gruppenausstellung mit Max Thedy, Caspar Ritter, Wilhelm Feldmann, Bernardo Hay u. a., Kunstverein Hamburg
- 1910: Exposition de tableaux de Mlle. Constance Schwedeler et des peintres de marines, de l’eau et des montagnes, Petit Musée Beaudoin, Paris
- 1920–1928: Teilnahme an den VI. bis XIV. Ausstellungen der Münchener Neue-Secession, Glaspalast München
- 1922: Ausstellung in der Galerie Thannhauser in München
- 1949(?): Ausstellung im Kunstpavillon München
- 1949: Ausstellung mit Rolf Trumpp und Doris Sewell Jackson in der Galerie Karin Hielscher in München
- 1954: Ausstellung mit Paul E. Fontaine im Märkischen Museum Witten/Ruhr
- 1958: Die Unabhängigen, Künstlergruppe in München; Gründungsausstellung im Kunstverein München

## Werke
Werke mit bekanntem Verbleib:
- Tote Bäume (Entstehung ?) Altonaer Museum, Hamburg
- Gebirgslandschaft (vor 1952, Öl auf Leinwand, 73 × 92 cm), Kunsthalle Hamburg (HK-3516)
- Stilleben (vor 1952, Öl auf Pappe, 50 × 60 cm), Kunsthalle Hamburg (HK-3517)
- Stilleben mit Vasen (1955, Öl auf Leinwand), in Privatbesitz

Eine Auswahl der Literatur bzw. dem Internet entnommener Reproduktionen, Verbleib unbekannt:
- Bust Quayside With Moored Shipping (1910, Öl auf Holz, 24 × 33 cm)
- Sitzende (Entstehung ?, Kohlezeichnung)
- Frühjahrslandschaft (1923)
- Frühling im Gebirge (1923)
- Aktkomposition (1926, Ölgemälde)
- Kallablüten (1926)
- Stilleben mit Muschel (vor 1949)
- Lesender Knabe (vor 1949)
- Stilleben mit Fruchtschale (vor 1949)
- Roter Krug, Muscheln, Federn (vor 1954)
- Komposition (1958)